# Diastolembia thailandensis
Diastolembia thailandensis — вид ембій з родини Embiidae. Описаний у 2021 році.

## Поширення
Ендемік Таїланду. Поширений у провінціях Так і Чіангмай на заході країни.

## Опис
Алатні самці цього виду відрізняються великою часткою базального сегмента лівого церкуса, розширеним у вигляді кутастих і шишковидних на верхівці. Задній базитарсус короткий з одним сосочком. Самиці не мають характерних ознак.